# Улица Садама
У́лица Са́дама (эст. Sadama tänav — Портовая улица) — улица в Таллине, столице Эстонии. 

## География
Пролегает в микрорайоне Садама городского района Кесклинн. Начинается от бульвара Мере, пересекается с улицами Порди и Логи и заканчивается у терминала А Таллинского пассажирского порта.
Протяжённость — 341 м.

## История
Названия улицы в источниках разных лет: 
- 1882 год, 1907 год, 1942 год — нем. Hafenstraße;
- 1885 год, 1908 год, 1938 год — эст. Sadama tänav;
- 1907 год, 1916 год — Гаванская улица.

## Общественный транспорт
По улице проходит маршрут городского автобуса № 2.

## Застройка
Застройка улицы в основном относится к концу XX — началу XXI века:
- Sadama tn 1 — один из самых известных объектов Таллина — Горхолл, культурно-спортивный комплекс, построенный к Московской Олимпиаде 1980 года и носивший в то время название Дворец культуры и спорта имени В. Ленина. Памятник архитектуры[7].
- Sadama tn 4 — трёхэтажное офисное здание, реконструировано в начале 2000-х годов;
- Sadama tn 6 — двухэтажное офисное здание с подземным этажом, построено в 2001 году;
- Sadama tn 11А — пятиэтажное гостиничное здание (2007);
- Sadama tn 17 — трёхэтажное офисное здание (1997);
- Sadama tn 25-1, Sadama tn 25-2 — пятиэтажные здания, терминалы морского пассажирского порта. Терминал А построен в 1979 году, терминал В — в 1991 году[8].

## Предприятия и учреждения
- Sadama tn 5 — офис эстонской судоходной компании «Tallink»[9];
- Kai tn 5 / Sadama tn 6 — торговый центр «Sadamarket»[10];
- Sadama tn 9 — 3-звёздочный отель «Tallink Express Hotel»[11],
- Sadama tn 11A — 4-звёздочный отель «Tallink Spa & Conference Hotel»[12];
- Sadama tn 25 — терминал А и терминал В Таллинского пассажирского порта;
- Sadama tn 25-4 — офис яхтенного порта Ванасадам (Vanasadama Jahisadam) Таллинского порта[13];
- Sadama tn 25-4 — торговый центр «Рынок Садама» (Sadama Turg)[14].

Улица Садама
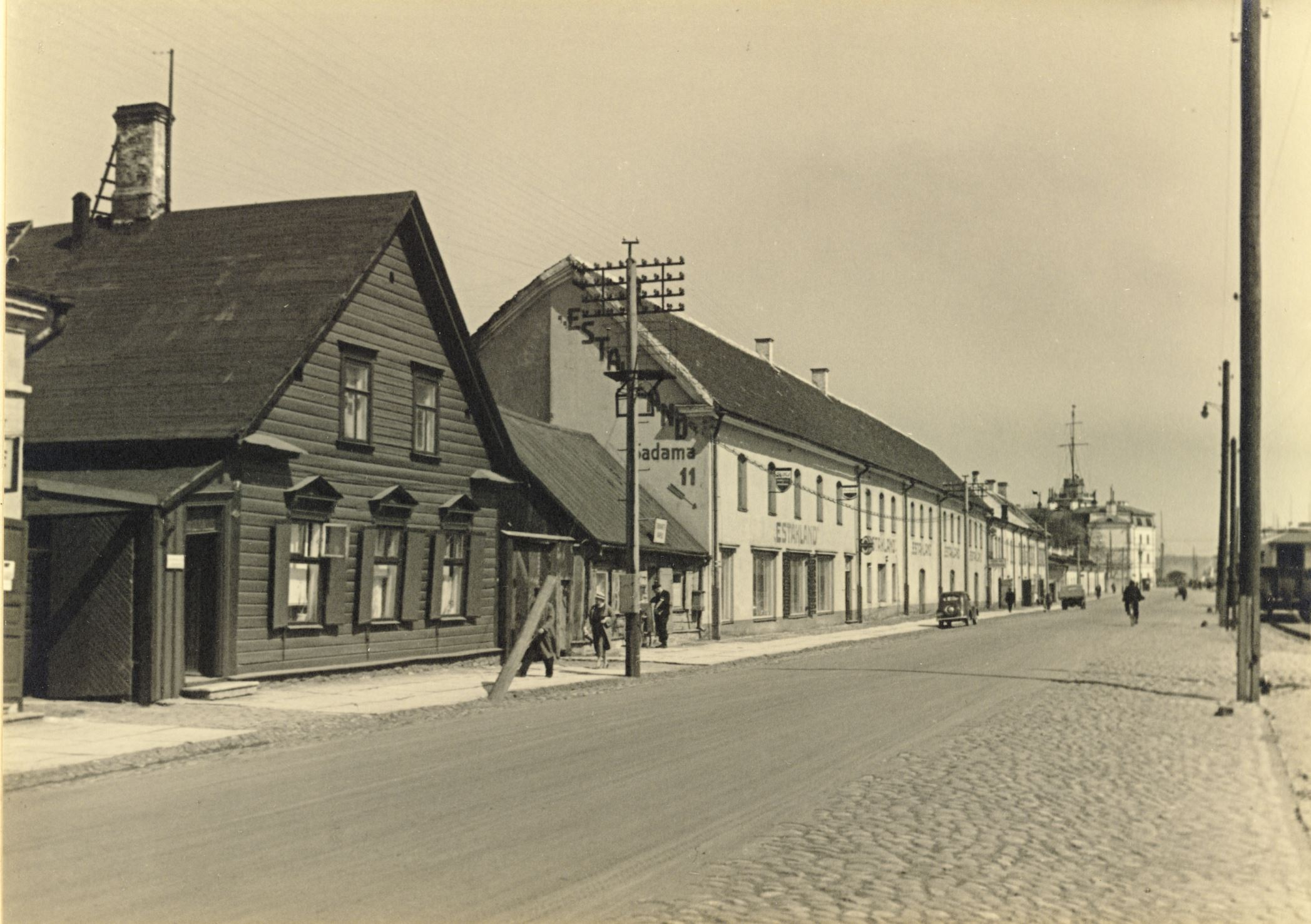
Улица в 1938 году
Офис компании «Tallink»
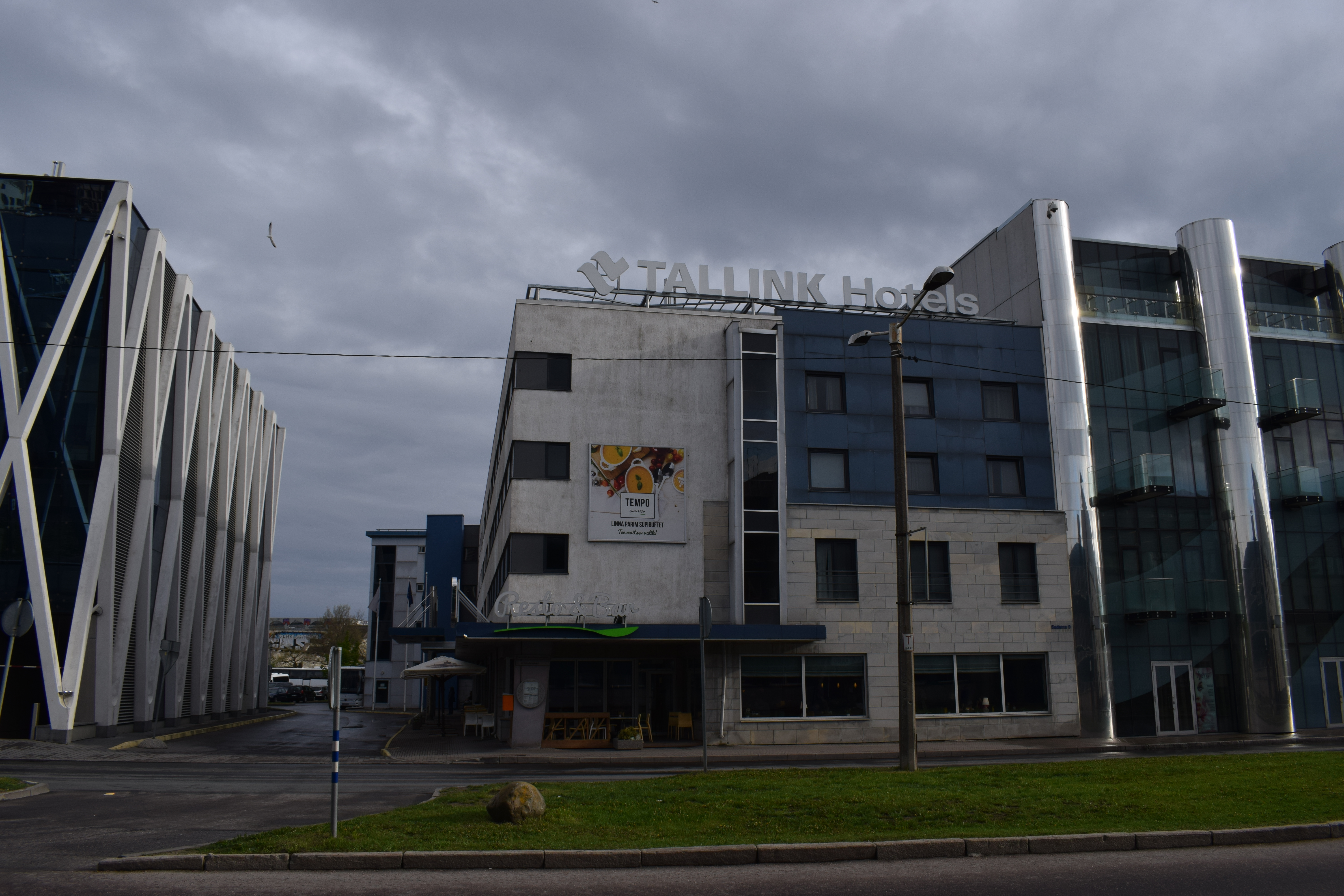
«Tallink Express Hotel»
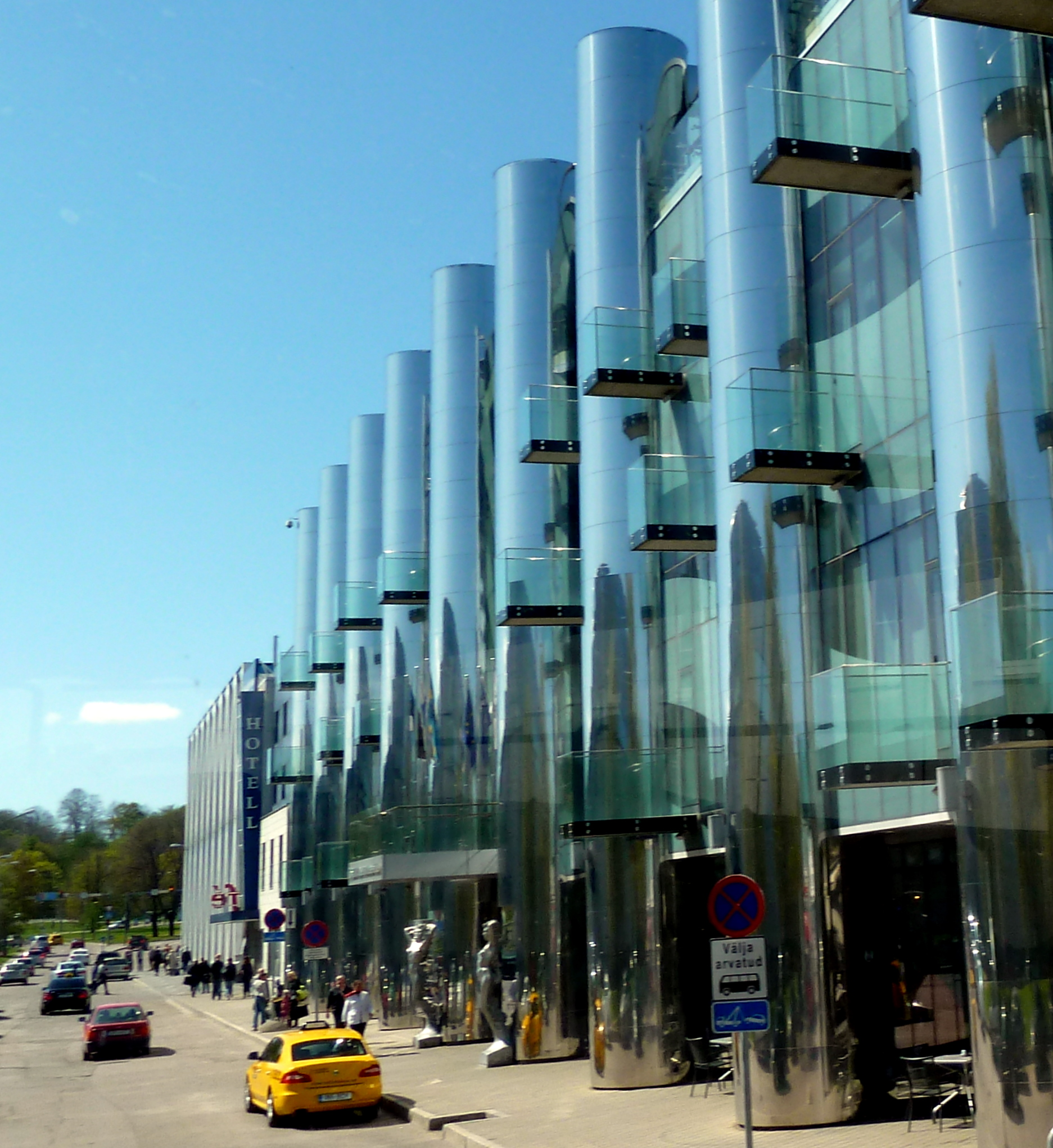
«Tallink Spa & Conference Hotel»
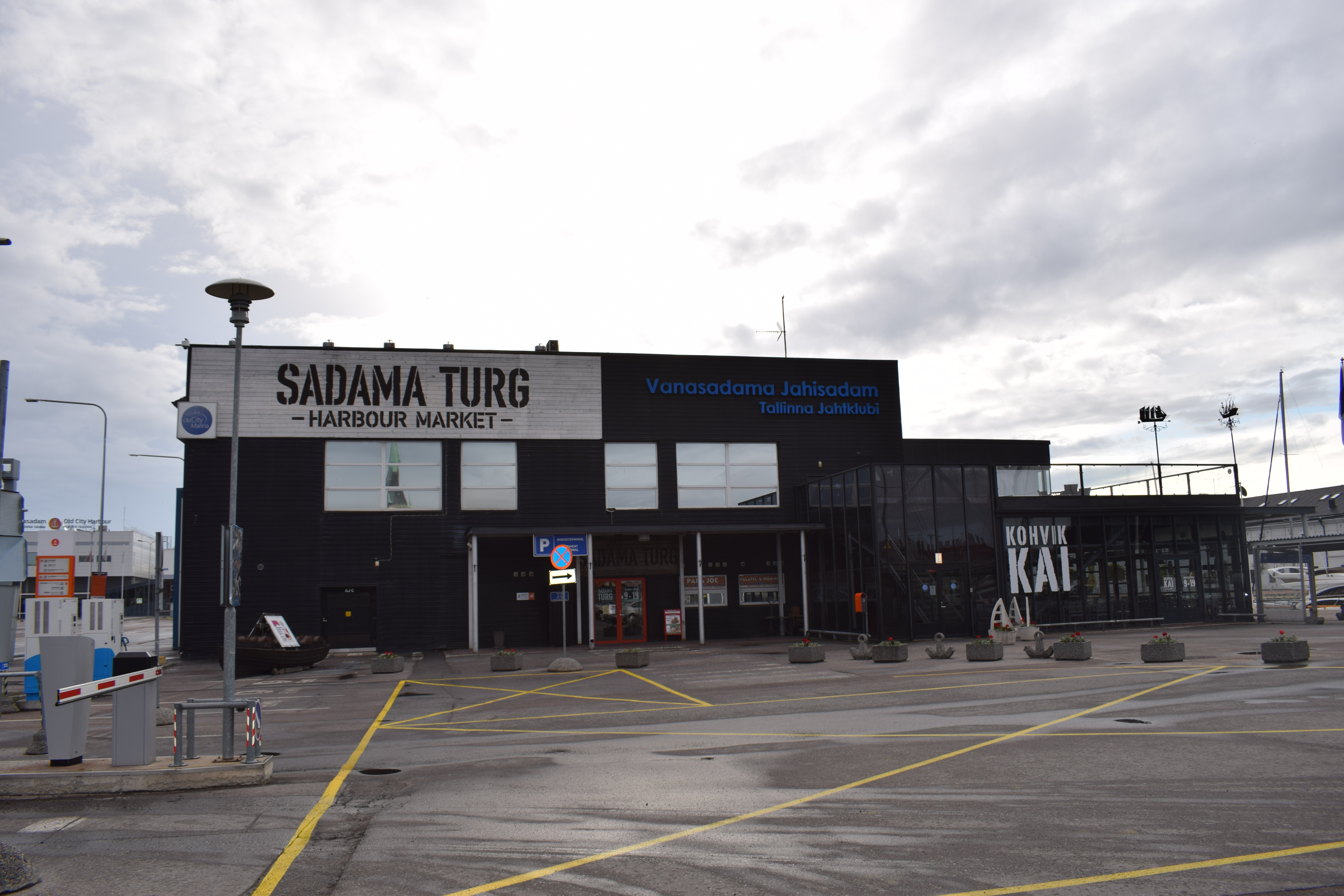
Торговый центр «Sadama Turg»
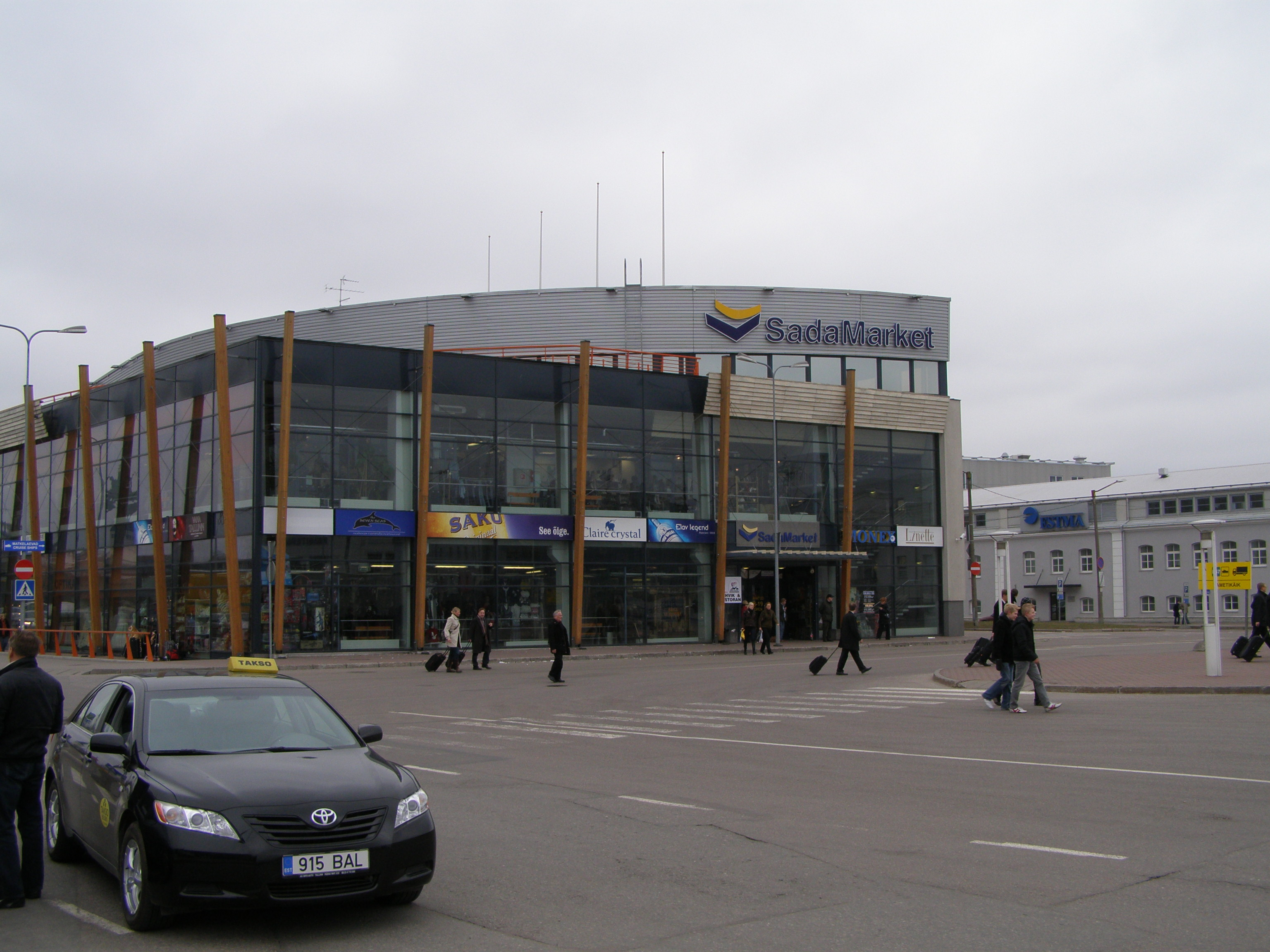
Торговый центр «Sadamarket»